# Stringbody
Stringbody är ett tätt åtsittande, benlöst helkroppsplagg vars nedre bakdel utgörs av en smal tygremsa som löper mellan skinkorna. Plagget har utvecklats ur den betydligt äldre bodyn, men kan föras till samma kategori minimala damunderkläder och herrunderkläder som stringtrosor. Kvinnlig stringbody med sträng också i den främre delen kallas T-front stringbody. Stringbodyn finns i varianter vars överdel liknar såväl linnet som den lång- eller kortärmade t-shirten. 

## Bilder

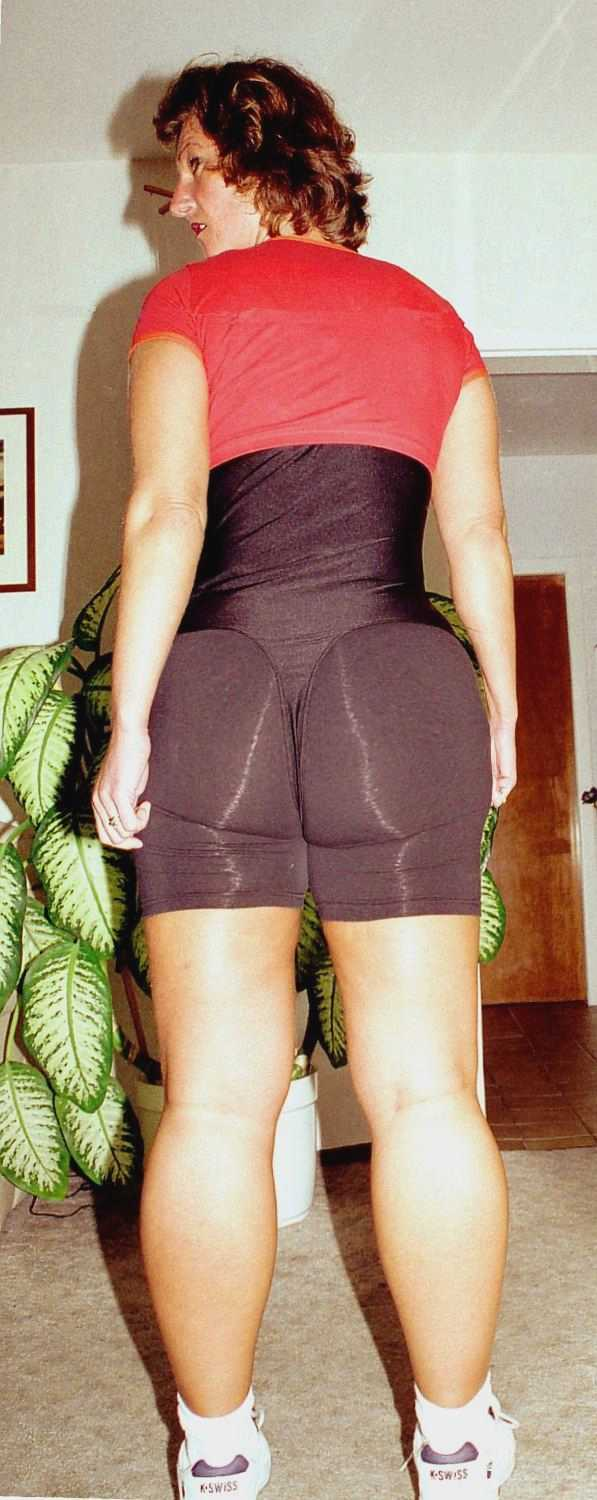
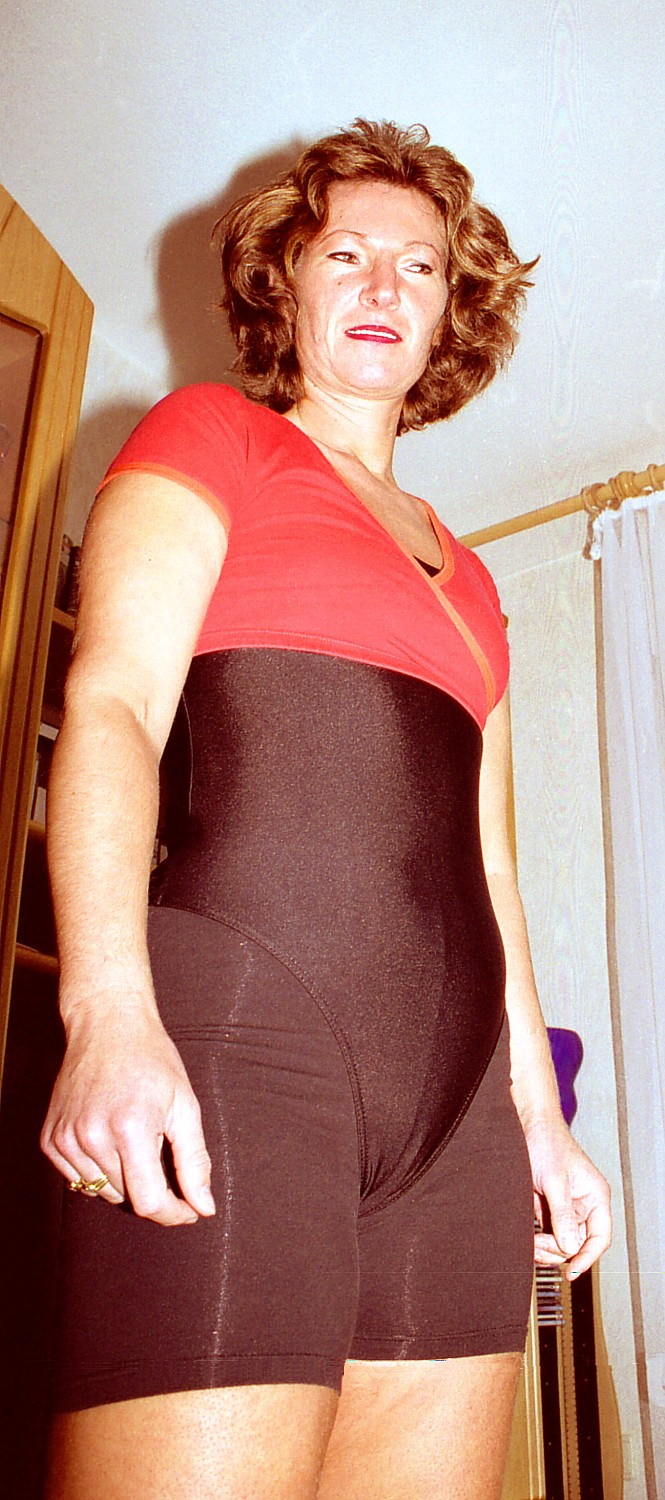